# Prostomis lawrencei
Prostomis lawrencei is een keversoort uit de familie Prostomidae. De wetenschappelijke naam van de soort is voor het eerst geldig gepubliceerd in 1993 door Schawaller.